# 重金屬變音符號

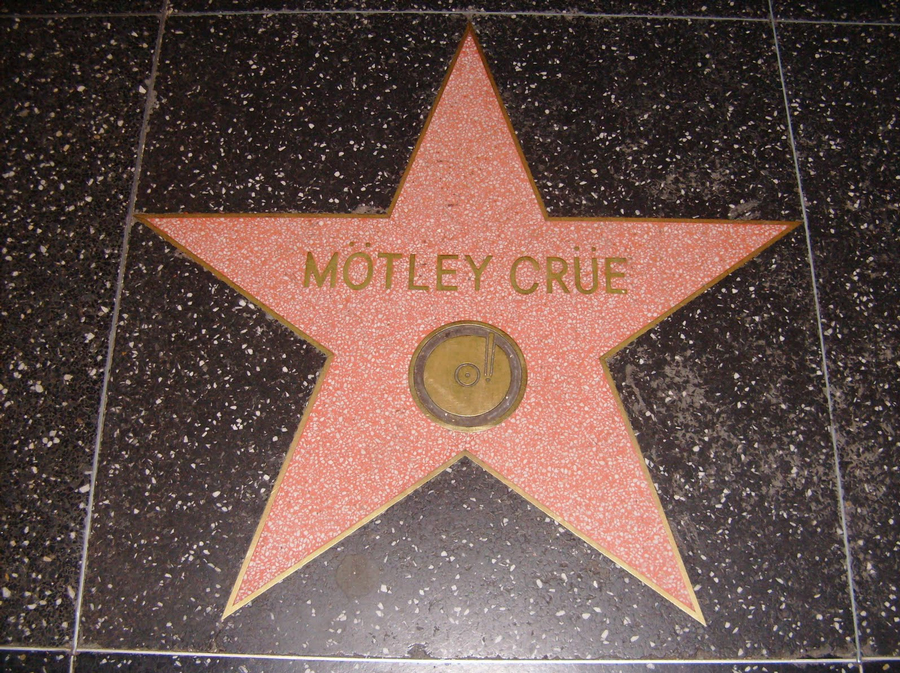
好萊塢星光大道上Mötley Crüe的星形獎章，顯示團名中的兩個重金屬變音符號

重金屬變音符號（英語：Heavy metal umlaut）是重金屬和重搖滾樂團有時會在樂團或作品名稱上加的兩點元音變化符號。目的是讓樂團看起來像是來自北歐或日耳曼民族地區，讓人產生刻板印象中維京人或哥德人強壯勇猛的聯想、或是哥德恐怖的氣氛。例子有Queensrÿche、Blue Öyster Cult、Motörhead、The Accüsed、和Mötley Crüe。
這種「異國品牌包裝」（foreign branding）的行為並不限於金屬或搖滾樂團，如美國的冰淇淋品牌Häagen-Dazs，也不限於用母音上加兩點的變音符號。反之並非所有樂團的變音符都是重金屬變音符號，有些樂團團名用的語言本來含有元音變化符號，如冰島歌手Björk的名字本來就有元音變化符號。
一般而言重金屬變音符號不影響發音。

## 元音變化符號
元音變化符號（Umlaut）源自德語，字面意思是「改變的」（um-）「聲音」（Laut）。在一般用法中標注在元音上表示其發音和平時不同，如u和ü、o和ö以及a和ä。通常加上變化符號的元音是前元音或圓唇音。母語使用者通常認為這類元音比較輕柔，而非重金屬變音符號想要表達的重而有力的感覺，所以這種異國品牌包裝的效果取決於觀眾的背景。例如Mötley Crüe樂團至德國表演時，就無法理解為什麼聽眾將團名念作Mutley Cruh。

## 歷史
已知最早刻意使用重金屬變音符號的樂團是1970年的Blue Öyster Cult。根據樂團的網站，是吉他及鍵盤手Allen Lanier提議的。不過搖滾樂評Richard Meltzer宣稱是他向樂團經理Sandy Pearlman提議的：「我說，何不在O上面加個元音變化符號呢？重金屬是帶有華格納的風格的。」
大約同一時期也有其他樂團使用元音變化符號，但無法確定是不是刻意製造的廣告效果。德國搖滾樂團Amon Düül II在1969年就用了元音變化符號在自創的字上面。1971年英國搖滾樂團Yes的歌Starship Trooper的第三樂章標題為Würm，字源可能是維爾姆冰期（Würm glaciation）。黑色安息日1970年的有圖7吋唱片版本的"Paranoid"單曲在Paranoïd一詞的i上面加了兩點（diaeresis），在法語中這個字確實應該有兩點，但字尾應該還有一個e。

## 流行文化
重金屬變音符號的現象也成為其他流行文化事物的素材，例如電影This Is Spın̈al Tap中，是一名搖滾樂手的主角說「它是一對眼睛，你看著它，它也看著你。」
1974電影閃亮的馬鞍中，麥德琳·卡安（Madeline Kahn）飾演的德國角色"Lili Von Shtupp"在海報中寫成"Lili von Shtüpp"。
1980年代中期，插畫家柏克萊·布列勒德（Berkeley Breathed）在漫畫布倫縣（Bloom County）中，有一個樂團叫Deathtöngue。
1997年假新聞媒體洋蔥報發表了一篇新聞「美國用變音符號強化形象」（Ünited Stätes Toughens Image With Umlauts），內容稱美國國會試圖在美國的國名中增加變音符號，來建立類似重金屬般兇惡恐怖的形象。
遜咖日記（Diary of a Wimpy Kid）漫畫中，主角的哥哥有一個重金屬樂團叫作Löded Dïper。
紐約時報寫手丹·克萊恩（Dan Crane）2006出了一本描寫空氣吉他的書To Air Is Human，其中討論到他在2003世界空氣吉他大賽中用Björn Türoque（諧音born to rock 生來搖滾）的藝名。

## 例子

### 樂團
- Jason Derülo：美國嘻哈歌手。
- Mötley Crüe：美國華麗金屬樂團。
- Motörhead：英國重搖滾樂團。
- "Yoü and I"：女神卡卡的歌曲。
- Наив：俄國龐克樂團，и上面的兩點直接對應naïve的兩點。
- Spın̈al Tap：英國搞笑重金屬樂團，團名的i上面沒有點，n上面有兩點。

### 電玩遊戲
- Brütal Legend：重金屬主題的動作冒險遊戲。
- Dynamite Düx：清版動作遊戲。
- Lars Ümlaüt：音樂遊戲吉他英雄中的人物，名字Umlaut就是元音變化符號的意思。

### 其他
- Häagen-Dazs：美國冰淇淋品牌。
- Cröonchy Stars：1988~1989及1992年在美國上市的早餐麥片，包裝和行銷由大青蛙劇場中的瑞典廚師代言。